# Buțînivka, Rozdilna
Buțînivka (în ucraineană Буцинівка) este un sat în comuna Rozdilna din raionul Rozdilna, regiunea Odesa, Ucraina.

## Demografie
Componența lingvistică a localității Buțînivka
     Ucraineană (88,52%)
     Română (6,36%)
     Rusă (3,89%)
     Alte limbi (0,54%)
Conform recensământului din 2001, majoritatea populației localității Buțînivka era vorbitoare de ucraineană (88,52%), existând în minoritate și vorbitori de română (6,36%) și rusă (3,89%).